# Člověk z půdy a další
Člověk z půdy a další je název alba, které vydal Bonton v roce 1997 jako čtvrtý díl série Písničky ze Semaforu. Editor alba Karel Knechtl sem zařadil živé nahrávky písniček ze hry Člověk z půdy z archivu Semaforského zvukaře Bohumila Palečka a ty doplnil dalšími písničkami z SP a EP z té doby (rozmezí let 1958–1960, výjimkou je nahrávka z roku 1964) a jednou nikdy nevydanou písničkou, kterou objevil v archivu Supraphonu.
Album obsahuje několik významných nahrávek. Např. píseň Růžový pahorek (Blueberry Hill) je prvním Suchého textem, který vyšel na gramofonové desce a v nahrávce písně Potkal jsem jelena je poprvé slyšet Suchého zpěv, i když zatím pouze ve sboru. Blues pro tebe je první Suchého píseň, která vyšla na desce, nazpíval ji Josef Zíma.

## Seznam písniček
| Číslo | Název                                  | Autoři                                    | Interpreti                                          | Doprovod                                        | Nahráno                                 | Vydáno          |
| ----- | -------------------------------------- | ----------------------------------------- | --------------------------------------------------- | ----------------------------------------------- | --------------------------------------- | --------------- |
| 1     | K smíchu toto představení              | Šlitr/Suchý                               | Milan Drobný, Antonín Hrůza, Jaromír Mayer          | Orchestr divadla Semafor, řídí Ferdinand Havlík | živě v Semaforu                         | x               |
| 2     | Pramínek vlasů                         | Jiří Suchý                                | René Gabzdyl                                        | Orchestr divadla Semafor, řídí Ferdinand Havlík | živě v Semaforu                         | x               |
| 3     | Hledám všude svoje spisy               | Šlitr/Suchý                               | Miroslav Horníček                                   | Orchestr divadla Semafor, řídí Ferdinand Havlík | živě v Semaforu                         | x               |
| 4     | Promiňte, že jsem se pustil do zpívání | Šlitr/Suchý                               | Jiří Suchý                                          | Orchestr divadla Semafor, řídí Ferdinand Havlík | živě v Semaforu                         | x               |
| 5     | Píseň Malého lorda                     | Šlitr/Suchý                               | Jiří Suchý                                          | Orchestr divadla Semafor, řídí Ferdinand Havlík | živě v Semaforu                         | x               |
| 6     | Včera neděle byla                      | Šlitr/Suchý                               | Jana Poslušná a Jiří Suchý                          | Orchestr divadla Semafor, řídí Ferdinand Havlík | živě v Semaforu                         | x               |
| 7     | Dítě školou povinné                    | Šlitr/Suchý                               | Jiří Suchý a vokální kvarteto                       | Orchestr divadla Semafor, řídí Ferdinand Havlík | 21.1.1960, studio Domovina              | EP 0109, 1960   |
| 8     | Můra šedivá                            | Šlitr/Suchý                               | Miroslav Horníček                                   | Orchestr divadla Semafor, řídí Ferdinand Havlík | živě v Semaforu                         | x               |
| 9     | Nemá cenu bát se tmy                   | Šlitr/Suchý                               | Milan Drobný, Antonín Hrůza a Jaromír Mayer         | Orchestr divadla Semafor, řídí Ferdinand Havlík | živě v Semaforu                         | x               |
| 10    | Léta dozrávání                         | Šlitr/Suchý                               | Jiří Suchý a vokální kvarteto                       | Orchestr divadla Semafor, řídí Ferdinand Havlík | 21.1.1960, studio Domovina              | SP 51135, 1960  |
| 11    | Pane Sommer, adieu                     | Šlitr/Suchý                               | Jiří Suchý a sbor divadla Semafor                   | Orchestr divadla Semafor, řídí Ferdinand Havlík | živě v Semaforu                         | x               |
| 12    | Pramínek vlasů                         | Šlitr/Suchý                               | Jiří Suchý                                          | Orchestr divadla Semafor, řídí Ferdinand Havlík | 21.1.1960, studio Domovina              | EP 0109, 1960   |
| 13    | Včera neděle byla                      | Šlitr/Suchý                               | Pavlína Filipovská                                  | Orchestr divadla Semafor, řídí Ferdinand Havlík | 21.1.1960, studio Domovina              | SP 51135, 1960  |
| 14    | Včera neděle byla                      | Jiří Šlitr                                | instrumentálně                                      | Eduard Parma se svým orchestrem                 | 18.4.1963, studio Strahov               | SP 013236, 1964 |
| 15    | Nemá náš rytmus                        | Jaroslav Jakoubek/Suchý                   | Jiří Suchý                                          | Jaromír Vomáčka se skupinou Divadla Na zábradlí | 13.3.1959, studio Strahov               | nevydáno        |
| 16    | Včera mi bylo sedmnáct                 | Jaromír Vomáčka/Pavel Kopta               | Zuzana Stivínová                                    | Jaromír Vomáčka se skupinou Divadla Na zábradlí | 17.11.1959, studia Domovina a Mozarteum | EP 0106, 1960   |
| 17    | Kariérista                             | Jaromír Vomáčka/Zdeněk Borovec            | Ljuba Hermanová                                     | Jaromír Vomáčka se skupinou Divadla Na zábradlí | 17.11.1959, studia Domovina a Mozarteum | EP 0106, 1960   |
| 18    | Žena, která ví                         | Vladimír Vodička/Suchý                    | Ljuba Hermanová                                     | Jaromír Vomáčka se skupinou Divadla Na zábradlí | 17.11.1959, studia Domovina a Mozarteum | EP 0106, 1960   |
| 19    | Láska a karty                          | Jaromír Vomáčka/Suchý                     | Ljuba Hermanová                                     | Jaromír Vomáčka se skupinou Divadla Na zábradlí | 17.11.1959, studia Domovina a Mozarteum | EP 0106, 1960   |
| 20    | Píseň o myši a jedu                    | Jaromír Vomáčka/Suchý                     | Ljuba Hermanová                                     | Jaromír Vomáčka se skupinou Divadla Na zábradlí | 17.11.1959, studia Domovina a Mozarteum | EP 0106, 1960   |
| 21    | Nesplněné přání                        | Vladimír Vodička/Suchý                    | Ljuba Hermanová                                     | Jaromír Vomáčka se skupinou Divadla Na zábradlí | 17.11.1959, studia Domovina a Mozarteum | EP 0106, 1960   |
| 22    | Malé kotě                              | Šlitr/Suchý                               | Jiří Suchý                                          | Ferdinand Havlík se svým orchestrem             | 28.3.1960, studio Domovina              | EP 0120, 1961   |
| 23    | Dnes naposled                          | Šlitr/Pavel Kopta                         | Hana Hegerová                                       | Ferdinand Havlík se svým orchestrem             | 11.4.1960, studio Domovina              | EP 0120, 1961   |
| 24    | Dudy a basa                            | Šlitr/Suchý                               | Vlasta Průchová                                     | Ferdinand Havlík se svým orchestrem             | 28.3.1960, studio Domovina              | EP 0120, 1961   |
| 25    | Bajaja                                 | Šlitr/Suchý                               | Darek Vostřel                                       | Ferdinand Havlík se svým orchestrem             | 28.3.1960, studio Domovina              | EP 0120, 1961   |
| 26    | Tolikrát jsem dobrou vůli měl          | anonym/Suchý                              | Jiří Suchý                                          | Ferdinand Havlík se svým orchestrem             | 11.4.1960, studio Domovina              | SP 013339, 1961 |
| 27    | Pět strun                              | Šlitr/Suchý                               | Karel Effa                                          | Ferdinand Havlík se svým orchestrem             | 11.4.1960, studio Domovina              | SP 013339, 1961 |
| 28    | Blues pro tebe                         | Jiří Suchý                                | Josef Zíma                                          | Karel Vlach se svým orchestrem                  | 5.2.1958, studio Strahov                | SP 51655, 1958  |
| 29    | O to se nestarej                       | Vladimír Vodička/Suchý                    | Věra Benešová a Josef Zíma                          | Karel Krautgartner se svým orchestrem           | 5.9.1958, studio Strahov                | SP 51227, 1958  |
| 30    | Růžový pahorek                         | Al Lewis, Larry Stock, Vincent Rose/Suchý | Rudolf Cortéz                                       | Karel Vlach se svým orchestrem                  | 10.12.1957, studio Strahov              | SP 51654, 1958  |
| 31    | Potkal jsem jelena                     | Šlitr/Miroslav Horníček                   | Miloš Kopecký, Jiří Suchý, Vlasta a Viktor Sodomovi | Karel Vlach se svým orchestrem                  | 16.10.1958, studio Strahov              | SP 51673, 1958  |